# Peter Möller (kommerseråd)
Johan Peter Möller, född 1771 (döpt Pehr Möller 23 december 1771) i Helsingborg, död 20 juli 1831 på Skottorps slott i Skummeslövs socken, var en svensk handelsman, kommerseråd och godsägare. Han var adoptivfar till Peter von Möller.

## Biografi

### Tidigt liv
Möller föddes 1771 i Helsingborg som son till hovslagaren Jöns Möller och Botilla Månsdotter. Han döptes den 23 december samma år i Sankta Maria kyrka till Pehr (en sidoform av Peter). Hans far hade 1769 fått burskap i Helsingborg som hovslagare, men fick 1778 även burskap för handel med bastrep, träskor och kvarnstenar i staden. Fadern var företagsam och hans verksamhet gick mycket bra, vilket innebar att han kunde investera i egna handelsfartyg, antingen som ensam ägare eller tillsammans med någon skeppare, och mellan 1783 och 1798 var han redare för fem olika fartyg. Faderns framgångar möjliggjorde att Möller kunde få en god utbildning i Landskrona.
Den 11 januari 1797 ansökte Möller genom Anders Petter Ståhles förmedling burskap som handlande i Helsingborg och bifogade ett skriftligt bevis på sin examen i Landskrona. Hans ansökan blev avslagen av Handelssocieteten i Helsingborg, men Möller överklagade till Kommerskollegium som den 5 september samma år fastslog Möllers rätt att söka burskap. Handelssocieteten förhalade dock frågan och det dröjde till den 6 juli 1799 innan Möller kunde avge sin borgared. Den 12 oktober samma år gifte sig Möller med Elisabeth (Elise) Maria Béen, dotter till handlanden, sedermera rådman, Isaac Béen och Johanna Beata Lundström. Genom giftermålet blev han svåger med Anders Petter Ståhle, som 1797 gift sig med en annan av Isaac Béens döttrar, Christina Maria Béen.

### Handelsman i Helsingborg

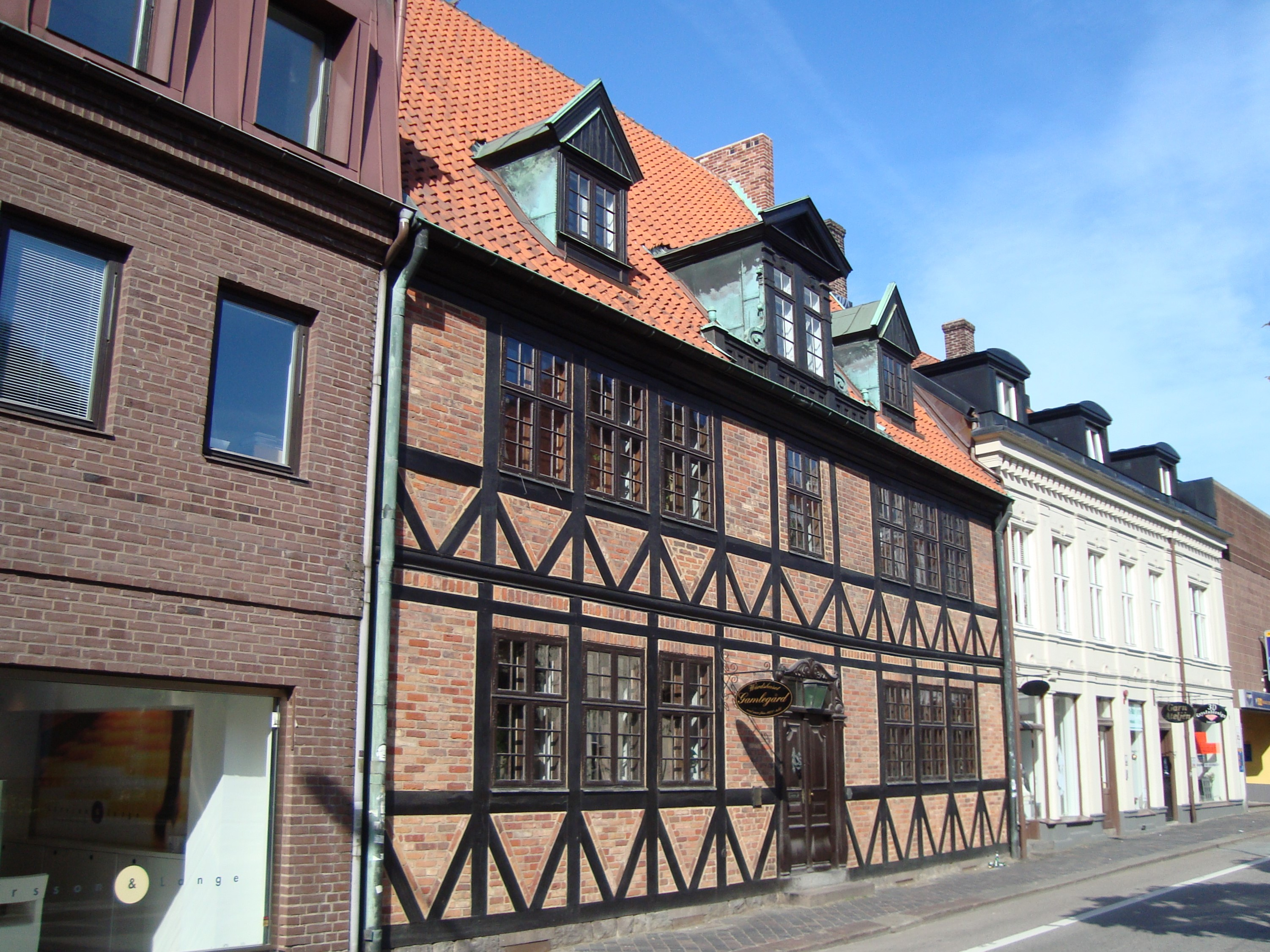
Gamlegård.

Möller köpte 1801 fastigheten nr. 46–48 i Helsingborg av assessorn Fredrik Wilhelm Cöster den yngre. Den stora fastigheten bestod av nästan halva nuvarande kvarteret Magnus Stenbock (de delar som numera inte är Magnus Stenbocksgallerian) inklusive bland annat Gamlegård. År 1803 övertog Möller svågern Anders Petter Ståhles privilegium att driva tobaksspinneri och en kardusfabrik. Båda verksamheterna var inhysta i fastigheten nr. 48 norr om Strömgränden, mellan Norra Storgatan och Kullagatan, sedermera känd som Elerska gården. Liksom sin far investerade Möller i fartyg för att säkra tillgången på varor och 1809 deklarerade han sig som ägare eller delägare till åtta stora handelsfartyg för utlandsfart. E. F. Tengberg beskriver i sin bok Helsingborg år 1816 Möller som en framgångsrik men skrupelfri affärsman som gjorde en stor förmögenhet på smuggeltrafik efter att Napoleon 1806 infört kontinentalsystemet som blockerade Storbritannien från handel med den europeiska kontinenten. Sverige var dock inte allierat med Napoleon och blev ett centrum för smuggling, på den tiden kallat lurendrejeri. Under denna sände Möller på egen risk stora laddningar trävaror till England och importerade också varor till sin egen verksamhet. Enligt Tengberg bestod Möllers tobaksverksamhet vid den här tiden mest av att karduser stämplade med Möllers emblem fylldes med insmugglad tobak. Utöver sina fartyg och sin tobaksfabrik deklarerade Möller 1809 även att han innehade ett beckkokeri och en egendom på annan ort.
I Helsingborg berättades långt efter Möllers bortgång historier och anekdoter om dennes kreativa affärsmetoder för att undvika att betala tull. Möllers adoptivson berättar om en händelse i synnerhet som beskriver köpmannens "djärva, men kloka spekulationer". Ett större franskt handelsfartyg lastat med vin och konjak hade beslagtagits av brittiska flottan och såldes på auktion i Plymouth. Möller bad en affärsbekant i London att ropa in fartyget och dess last till honom. Han avslog ett bud om att sälja fartyget med en vinst på 3 000 pund sterling, då han istället ingått ett avtal med köpmän i Köpenhamn som hade fått den danska regeringens tillstånd att föra in fartyget tullfritt. I Danmark rådde det vid den här tiden brist på franska viner och spritdrycker då landet låg i krig med England genom sin allians med Frankrike. Fartyget avseglade från England med engelska skeppsdokument och en svensk skeppare som underrättats om Möllers plan. Vid Vinga anslöt fartyget sig till en svensk konvoj på väg till Malmö, men när denna vid skymningstid nådde Öresund avvek Möllers handelsfartyg från konvojen med kurs mot Köpenhamn. Befälhavaren på det svenska örlogsskepp som eskorterade konvojen upptäckte dock detta varpå han skickade en bemannad slup för att föra fartyget tillbaka till konvojen och det ankrades till slut upp vid Malmö. Möller, som hade stått på Kärnans topp och följt hela förloppet, skickade genast sin kassör till Malmö som med tillbörliga dokument och "övertygande skäl" lyckades få tillstånd för fartyget att lämna Malmö. Affären inbringade till slut Möller omkring 100 000 riksdaler, vilket motsvarar drygt 17 miljoner kronor i 2020 års penningvärde.
Möllers affärsmetoder ska inte ha gått myndigheterna förbi, men sällan blev det någon åtgärd. Tengberg återger en annan anekdot som berättades i Helsingborg om att Möller på Helsingborgs skeppsbro ska ha träffat den förre generalguvernören i Skåne, Johan Christopher Toll, varpå guvernören frågat "Nå mitt bästa kommerseråd, hur går lurendrejeriet nu?" Möller hade då svarat "Huruledes annat än bra, då Excellensen befrämjar detsamma". Toll ska något förnärmat yttrat "Vad? Befrämjar jag lurendrejerier?". Möller ska då ha fattat tag i Tolls rock och sagt "Är detta av svensk tillverkning?" Troligen åsyftade Möller att guvernören hade engelsktillverkat tyg i sin rock, något som blockerades av Frankrike vid den här tiden. Guvernören replikerade "Nå, än sen? Man får väl köpa det man kan få?" "Visst nog", svarade Möller, "men köpte ingen lurendrejat gods, måste köpmannen nedlägga den rörelsen". Därefter skiljdes de båda åt.

### Senare liv
När Möllers svåger Johan Lorentz Béen 1809 fick en son ansåg han sig inte vara nog ekonomiskt rustad för att försörja honom och bad därför sin barnlösa syster Elise om hon och Möller kunde adoptera barnet. Enligt vissa källor fick inte Möller reda på detta förrän vid barnets dop, då namnet angavs till Peter Möller. Efter hustruns medlande gick dock Möller med på adoptionen på villkor att barnet inte fick veta sin härkomst och var fullständigt hans eget. När Jean Baptiste Bernadotte, senare kung Karl XIV Johan, den 20 oktober 1810 landsteg i Helsingborg på vägen till Stockholm för att utses till kronprins, bodde han i Möllers Gamlegård fram till den 24 oktober innan han reste vidare norrut. Möller hade vid den här tiden ansamlat sig en så stor förmögenhet att han ensam kunde betala en fjärdedel av den kronobevillning som Helsingborg ålades att betala 1812. Samma år fick Möller kommerseråds namn, heder och värdighet. Det året överlät han också verksamheten i sin handelsbod till handelskassör Carl Bernhard Sjögren. Möller angav 1815 att hans hushåll förutom hustrun och sonen bestod av kassör C. B. Sjögren, bokhållare J. W. Wessberg, mamsell Glimborg, kammarjungfru Kullberg, hushållerskan Anna Britta Lilja, samt två lakejer, en kusk, två drängar och tre pigor. I tobaksfabriken arbetade två fabriksarbetare med sina hustrur, samt två fabriksgossar. Utöver dessa angavs även handelsmännen Gjertz och Ursell.

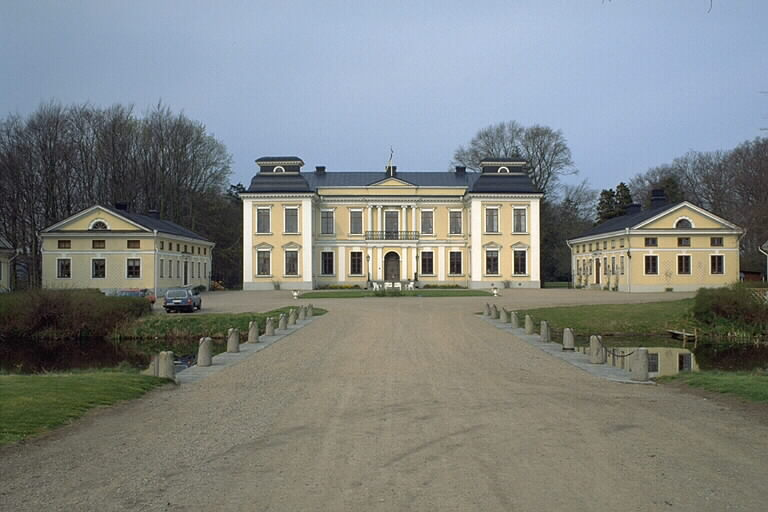
Skottorps slott.

År 1813 köpte han Skottorps slott i Skummeslövs socken i Halland och 1815 även grannfastigheten Dömestorps säteri i Hasslövs socken. Han ska även vid en tidpunkt ha köpt godset Håberg i Västergötland. Huvudbyggnaden på Skottorp, som hade uppförts av Frantz Joel Örnestedt under andra halvan av 1600-talet, hade under den förre ägaren, Carl Gustaf von Krassow, eftersatts och förfallit. Kungssalen, där bröllopet mellan Karl XI och Ulrika Eleonora hade hållits den 6 maj 1680 var obeboelig och hade förstörts av droppande tak. Därför valde Möller att riva hela huvudbyggnaden 1816 och uppförde ett nytt corps-de-logi efter ritningar av arkitekt Carl Fredrik Sundvall. Den nya huvudbyggnaden stod klar 1828 och hade då kostat mer än vad Möller betalade för hela godset när han köpte det. Under sin tid som godsägare investerade Möller mycket tid och pengar på att utvidga jordbruket på sina gods, vilket resulterade i ett mycket välmående lantbruk både till gagn för honom själv och hans arrendatorer. Från och med 1820 skattskrev han sig på Dömestorps säteri. Han avled på Skottorps slott den 20 juli 1831 vid en ålder av 59 år.